# صلاة برافارديغار (مهير بابا)
صلاة برافارديغار هو الاسم الشائع للصلاة التي استخدمها مهير بابا . كانت تسمى في الأصل بصلاة المعلم أو الصلاة الشاملة. قام ماهر بابا بتأليف الصلاة في دهرادون بالهند في أغسطس 1953 نشرها بين العامة في 13 سبتمبر 1953.  قرب نهاية يناير 1968، أملى ميهرا بابا تعميما على أتباعه على تلاوة صلاة بارفاردجار وصلاة التوبة كل يوم حتى 25 مارس، 1968. في 21 فبراير من ذلك العام أصدر منشوراً ثانياً يطلب فيه استمرار الصلوات حتى 21 مايو 1968.  انتهى الأمر في ذلك التاريخ.

## الاستخدام والمعنى
الصلاة هي واحدة من ثلاث صلوات يتكررها أتباعه في التجمعات ، جنبا إلى جنب مع صلاة التوبة وصلاة الله الحبيب . تتلى الصلوات الثلاث صباح ومساء في ساماداي ميه بابا في أحمدناغار بالهند الساعة 7:00   صباحا و 7:00   مساء من كل يوم، تليها الأغاني التعبدية التي هي من شعائرالأرتي الهندوسية .
الصلاة هي صلاة من الثناء ، تسرد سمات الله . وتستخدم على وجه التحديد أسماء الله من مختلف التقاليد بما في ذلك الصوفية ( برافيديغار ) ، الهندوسية ( برابهو، بارامشوار وبرابراهما )، الإسلام (الله) ، اليهودية (إلاهي ) ، الزرادشتية ( يزدان ، اهرومازدا ، ايزاد ) ، والمسيحية ( الله الحبيب ) . الصفات التي تثني عليها هي السرمدي ، والقدرة الكلية ، والعلم الكلي ، والعفوية ، والحب اللامتناهي .

## روابط خارجية
- Pete Townshend - Parvardigar على يوتيوب